# سینووا
سینووا (انگلیسی: Senova) شرکت خودروسازی چینی است، که در سال ۲۰۱۲ تأسیس شد.